# Glavda (langue)
Le glavda (ou galavda, galvaxdaxa, gelvaxdaxa, guelebda, vale) est une langue tchadique biu-mandara parlée dans l'État de Borno au Nigeria et dans la Extrême-Nord du Cameroun, dans le département du Mayo-Tsanaga, l'arrondissement de Koza, le long de la frontière avec le Nigeria, au sud d'Achigachia, autour du village de Gelvaxdaxa.
En 1982, le nombre de locuteurs était estimé à 2 800 au Cameroun.